# Eugénio de Castro

Eugénio de Castro, 1895.

Eugénio de Castro e Almeida, född 4 mars 1869, död 17 augusti 1944, var en portugisisk författare.
Castro var professor i romansk filologi i Coimbra. Han var en lärjunge till de franska symbolisterna, men inlade ofta en mer personlig och originell stil i sin diktning. Bland hans många diktsamlingar kan nämnas: Poesias escolhidas (1902), Horas (1891) och O filho prodigo (1910).